# Giannotto Castiglioni

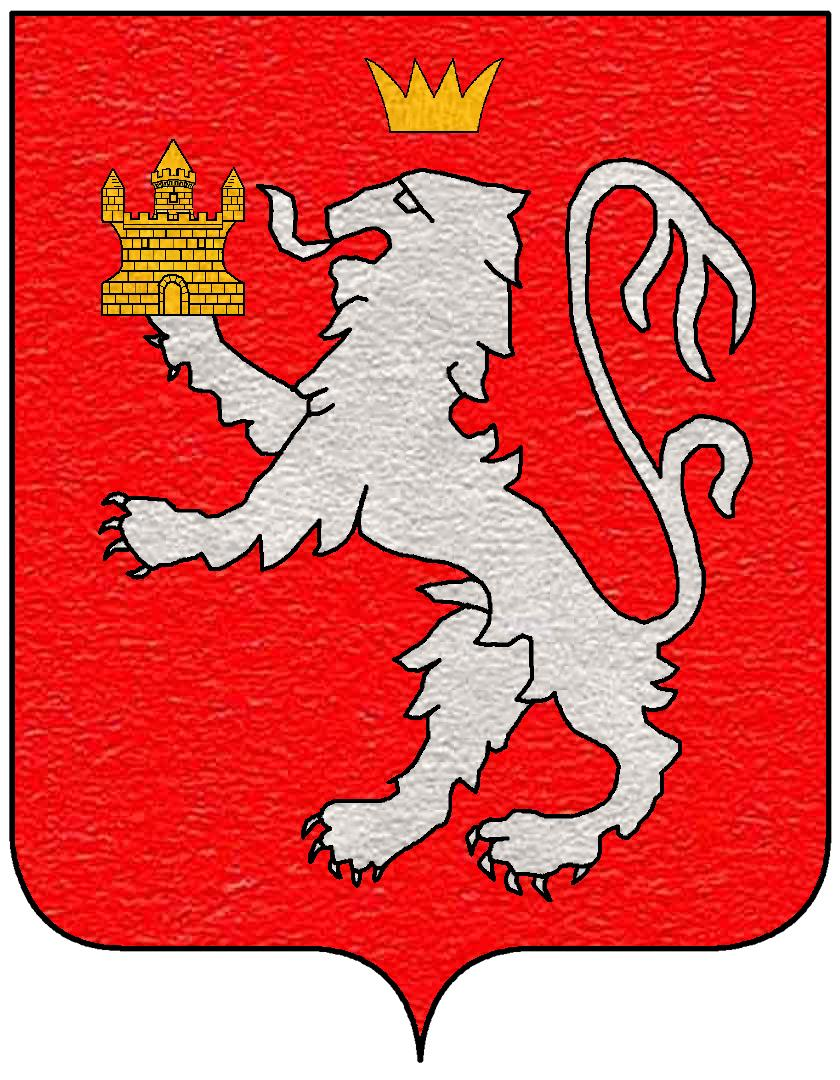
Stemma dei Castiglioni

Giannotto Castiglioni (Castiglione) (1532 circa – Giaveno, 5 agosto 1571) è stato un militare italiano.

## Biografia
Era figlio di Niccolò Romano Castiglioni del ramo dei conti di Binago, e di Ippolita Negri.
Venne cresciuto alla corte del re Filippo II di Spagna e nel 1559 venne chiamato a Roma da papa Pio IV, che lo creò suo cameriere segreto. Il papa, nell'ambito di una politica anti-turca e con l'intento di rivitalizzare l'Ordine dei Cavalieri di San Lazzaro ormai decaduto, nominò nel 1564 Giannotto Gran Maestro dell'Ordine. Estese con Bolla pontificia la giurisdizione dell'Ordine su tutti i lebbrosari e i luoghi posti sotto l'invocazione di san Lazzaro. Il Castiglioni fissò la sede dell'Ordine nell'Isola di Ponza, occupandosi di un armamento da utilizzare contro i Turchi. Giannotto cercò di rivendicare per l'Ordine gli antichi beni che erano stati destinati ad altri ordini regolari, ma si trovò dinnanzi a molti nemici, non disposti a cedere le loro ricchezze. Dopo la morte di Pio IV nel 1566, il suo successore Pio V confermò i privilegi dell'Ordine di San Lazzaro ma non le concessioni.
Giannotto abbandonò Roma per recarsi in Piemonte e chiedere la protezione per l'Ordine dal duca Emanuele Filiberto di Savoia: nel 1571 il Castiglioni firmò un atto di rinuncia della carica a favore del duca. Dopo la morte di Giannotto avvenuta nello stesso anno, nel 1572 il duca di Savoia ottenne da papa Gregorio XIII di riunire l'Ordine di San Lazzaro con quello di San Maurizio, dando così origine all'Ordine dei Santi Maurizio e Lazzaro.